# Henri Fabuel
Henri Fabuel, né  à Toulouse en 1960, est un auteur de bande dessinée.

## Biographie
Fils d'immigrés ayant fui le franquisme, il grandit dans une culture orale très marquée par la politique. Il se lance dans la bande dessinée en 2003, en publiant Les Caméléons chez Casterman, avec le dessinateur Fabrice Le Hénanff. Ce roman graphique met en scène les peintres-soldats de la Grande Guerre. Les deux collaborateurs signent en 2006 une nouvelle série, H. H. Holmes éditée chez Glénat. Il a ensuite écrit trois tomes de Un Village Français en 2015 et 2016.

## Publications
- Les Caméléons (scénario), avec Fabrice Le Hénanff (dessin, couleurs), Casterman, 2003[1].
- Les Contes de l'Ankou (scénario), dessin : collectif, Soleil Productions

3. Au Royaume des Morts..., 2007
- Exil[2],[3],[4],[5], avec Jean-Marie Minguez, Vents d'Ouest, 2013. Prix Mélouah-Moliterni 2013 du Festival BD d’Aubenas [6]
- H.H. Holmes (dessin, couleurs), Glénat, avec Fabrice Le Hénanff (scénario)

1- Englewood,, 2006
2- White city, 2010
- Un village français (couleurs), avec Jean-Charles Gaudin (scénario) et Vladimir Aleksic (dessin)

1- 1914, 2015
2- 1915, 2015
3- 1916, 2016